# 霍赫特勒奇山
47°15′37″N 15°22′10″E / 47.2602583°N 15.3694240°E

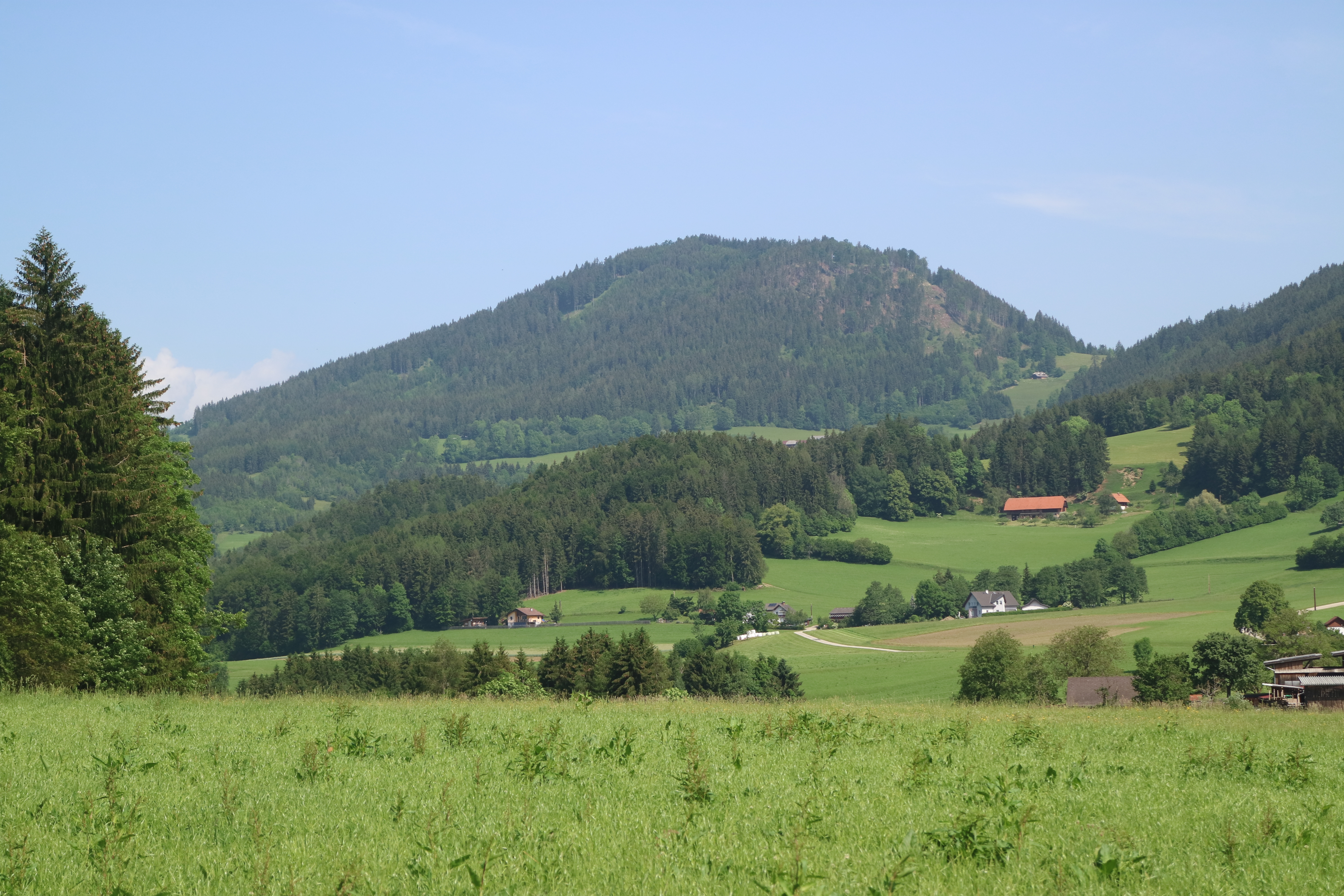

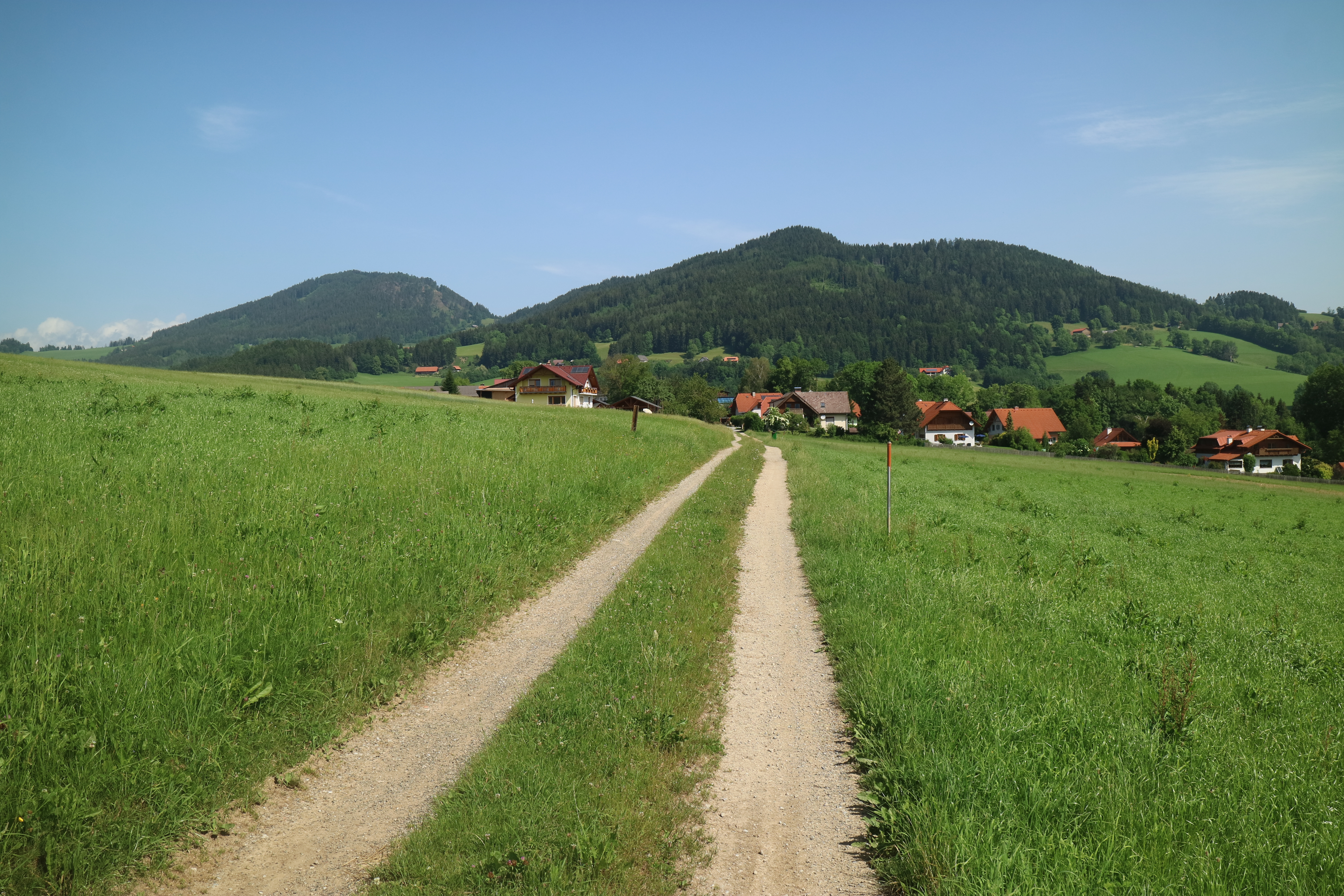

霍赫特勒奇山（德語：Hochtrötsch），是奧地利的山峰，位於該國東南部，由施泰爾馬克州負責管轄，屬於格拉茨高地的一部分，海拔高度1,239米，每年平均降雨量1,671毫米。